# Amaurobius obustus
Amaurobius obustus là một loài nhện trong họ Amaurobiidae.
Loài này thuộc chi Amaurobius. Amaurobius obustus được Ludwig Carl Christian Koch miêu tả năm 1868.